# Ghent (Kentucky)
Ghent es una ciudad ubicada en el condado de Carroll en el estado estadounidense de Kentucky. En el Censo de 2010 tenía una población de 323 habitantes y una densidad poblacional de 173,93 personas por km².

## Geografía
Ghent se encuentra ubicada en las coordenadas 38°43′59″N 85°3′45″O / 38.73306, -85.06250. Según la Oficina del Censo de los Estados Unidos, Ghent tiene una superficie total de 1.86 km², de la cual 1.85 km² corresponden a tierra firme y (0.14%) 0 km² es agua.

## Demografía
Según el censo de 2010, había 323 personas residiendo en Ghent. La densidad de población era de 173,93 hab./km². De los 323 habitantes, Ghent estaba compuesto por el 89.16% blancos, el 1.55% eran afroamericanos, el 0.31% eran amerindios, el 2.48% eran asiáticos, el 0% eran isleños del Pacífico, el 2.79% eran de otras razas y el 3.72% pertenecían a dos o más razas. Del total de la población el 3.41% eran hispanos o latinos de cualquier raza.